# Пастухов, Виктор Александрович
Виктор Александрович Пастухов — советский государственный и политический деятель, первый секретарь Тульского горкома КПСС.

## Биография
Родился 10 сентября 1923 года в городе Туле в семье рабочего Тульского оружейного завода. Окончил тульскую среднюю школу № 8 накануне Великой Отечественной войны. 23 июня 1941 года пошел добровольцем в Красную Армию и был направлен на учебу в Тульское оружейно-техническое училище (Тульский артиллерийский инженерный институт). Окончил ускоренный курс в декабре 1941 года. Участвовал в боях на Западном, Северо-Кавказском, 1-м, 2-м, 3-м Украинских фронтах, в битве на Орловско-Курской дуге, в форсировании Днепра, в Корсунь-Шевченковский и Ясско-Кишиневской наступательных операциях. Великую Победу встретил в Австрии в должности начальника артвооружения стрелкового полка. После войны проходил службу в штабе армии. 
Демобилизовавшись в 1946 году  поступил в Тульский механический институт (Тульский государственный университет). Окончив институт в 1951 году, работал там же заместителем декана горного факультета. Одновременно в течение семи лет был секретарем партийного бюро института. 
В 1957 году был избран вторым секретарем Привокзального райкома КПСС. Затем некоторое время работал в Тульском совнархозе, заместителем главного технолога Тульского машиностроительного завода (АО «Туламашзавод»). В 1961 году был избран секретарем парткома «Туламашзавода», а в 1963 году был назначен заведующим промышленно-транспортным отделом обкома КПСС. На этом посту проработал более шести лет. 
Четырнадцать лет, с ноября 1969 по декабрь 1983 года, был первым секретарем Тульского горкома КПСС.  
Достигнув пенсионного возраста продолжал трудиться и до апреля 1997 года являлся ученым секретарем Центрального научно-исследовательского института систем управления. 
В течение пятнадцати лет он был депутатом Верховного Совета РСФСР 8-го, 9-го, 10-го созывов.
Со дня создания в городе Совета ветеранов войны, труда, Вооруженных Сил и правоохранительных органов бессменно возглавлял его.
Умер в 2012 году в Туле.

## Награды
- Орден Отечественной войны I степени
- Орден Отечественной войны II степени
- Орден Трудового Красного Знамени
- Орден Трудового Красного Знамени
- Орден Красной Звезды
- Орден Красной Звезды
- орден «Знак Почета»
- орден «Знак Почета»
- орден Дружбы народов
- медаль «За боевые заслуги»
- медаль «За оборону Кавказа»
- медаль «За взятие Будапешта»
- медаль За победу над Германией в Великой Отечественной войне 1941-1945 гг.
- Знак «Шахтёрская слава»  3 степеней
- Почётный гражданин города-героя Тулы

.